# Ylenia Baccaro
Ylenia Baccaro, nota anche con il solo prenome Ylenia (Milano, 19 agosto 1980), è una conduttrice radiofonica, cantante e disc jockey italiana.

## Biografia
Ha debuttato come corista nei Piccoli Cantori di Milano, insieme alle amiche Deborah Morese e Marianna Brusegan. Questo le ha dato molta popolarità e l'ha portata in varie emittenti televisive dove ha fatto la corista dei Pooh, si è esibita con Ivana Spagna e con Jovanotti (di cui Marianna è una grande fan) e persino, nel 1992, con Michael Jackson che intonava la sua Heal the World. Dopodiché ha continuato gli studi e i corsi di dizione e recitazione. 
Ha partecipato come corista alla sigla del programma RAI Solletico. È entrata quindi nel gruppo di Radio 105 e ha debuttato nel piccolo schermo come attrice. Durante le dirette esterne dalla sede di 105, quasi sempre è stata lei la principale conduttrice e rappresentante esterna.
Dal maggio 2004 a luglio dello stesso anno è stata la video jockey per All Music nel programma All Music Chart insieme a Yan Augusto. È del 2005 l'uscita del singolo, Noi solo noi, cantato da lei, insieme al video ufficiale (con la regia di Davide Di Lernia). Nel 2007 ha fatto parte del cast di Manuale d'amore 2 - Capitoli successivi, con il collega Marco Mazzoli. Ha condotto 105 Non Stop su Radio 105 insieme a Max Brigante e Leone Di Lernia fino a dicembre 2011, quando quest'ultimo è stato sostituito da Daniele Battaglia. Dal 2008 è stata video jockey su Match Music, dove ha condotto U-Nite e la Match Music Charts. Lo stesso anno, sempre su piccolo schermo, si è esibita come deejay a Colorado Cafè su Italia 1.
Nel 2012 ha condotto insieme a Mitch e Squalo il programma iLIKE 105 su iLIKE.TV, mentre in radio ha condotto, oltre a 105 Non Stop, il programma Leone d'Ylenia, insieme a Leone Di Lernia. Il 22 settembre 2012 è stata la rappresentante di Radio 105 alla serata Radio Loves Emilia, in occasione del concerto Italia Loves Emilia. Ha condotto, fino al 17 febbraio 2017, il programma radiofonico Benvenuti nella Giungla, dal lunedì al venerdì dalle 19.00 alle 21.00 su Radio 105, con Mara Maionchi, Gibba e Gianluigi Paragone, affrontando problemi di attualità. Fino al 23 ottobre 2017 ha condotto in coppia con Dario Spada il programma 105 Night Express. Dal 23 ottobre 2017 è parte del team di Tutto Esaurito, il morning show di Radio 105.